# Riu Unstrut

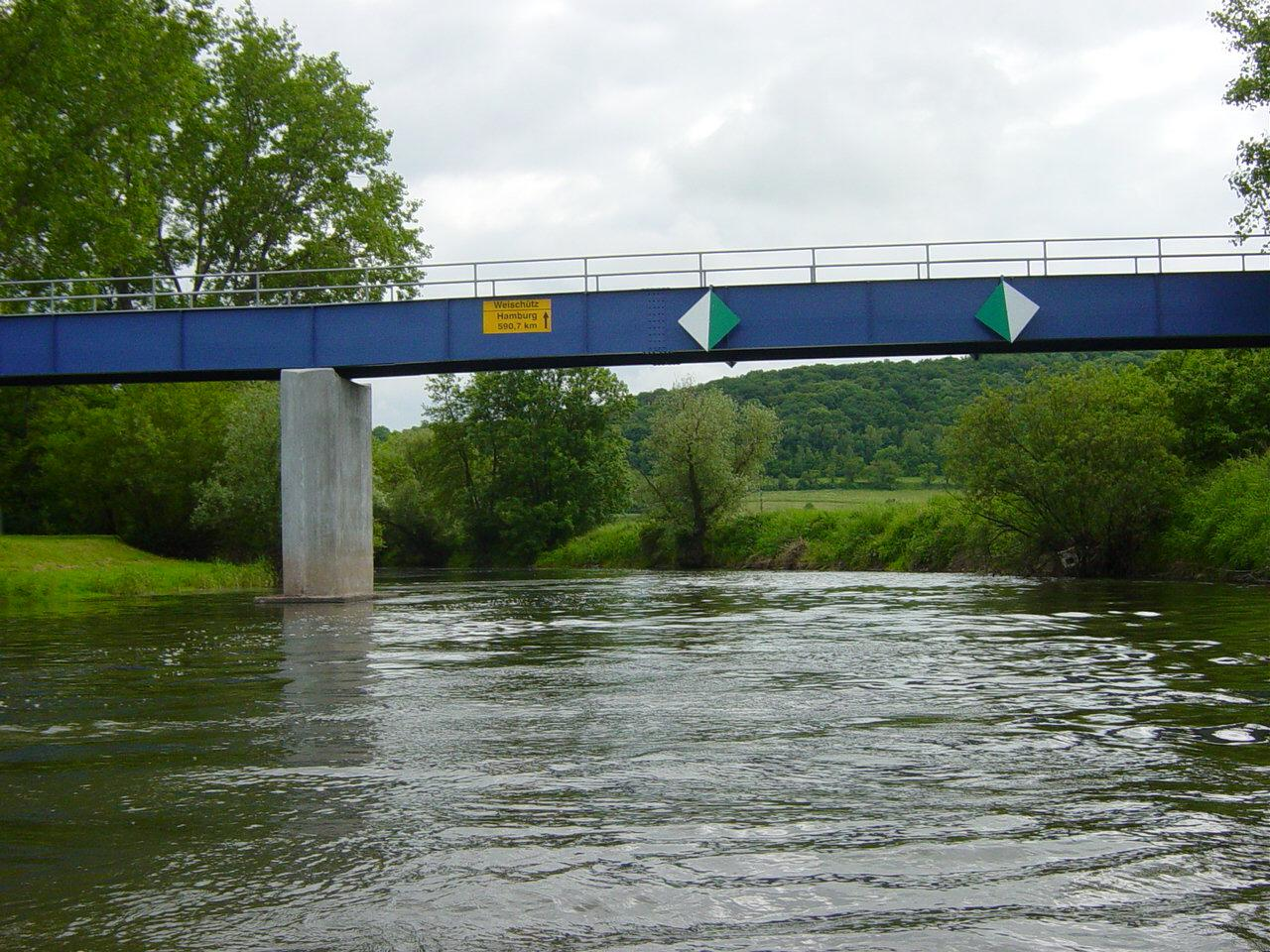
Riu Unstrut pel pont Weischütz

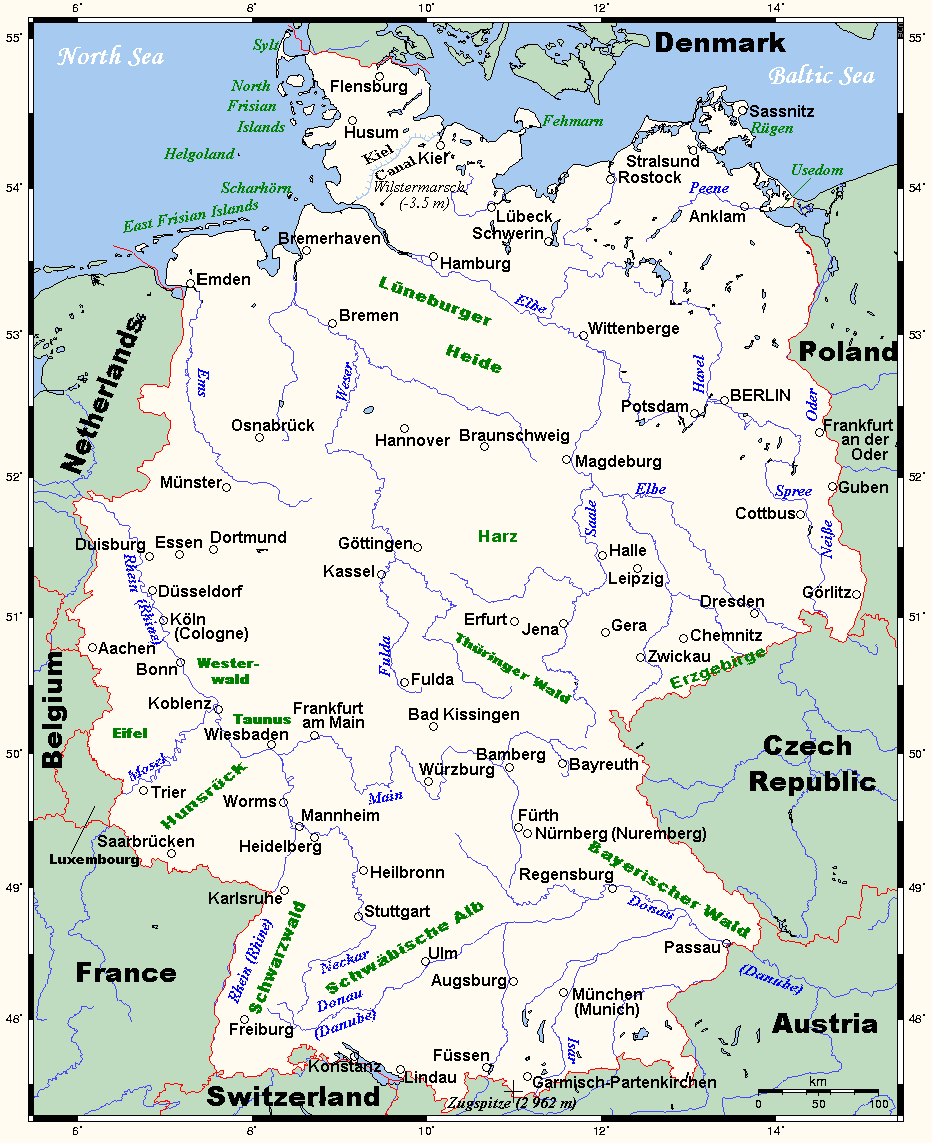
Mapa dels rius d'Alemanya amb el riu Unstrut

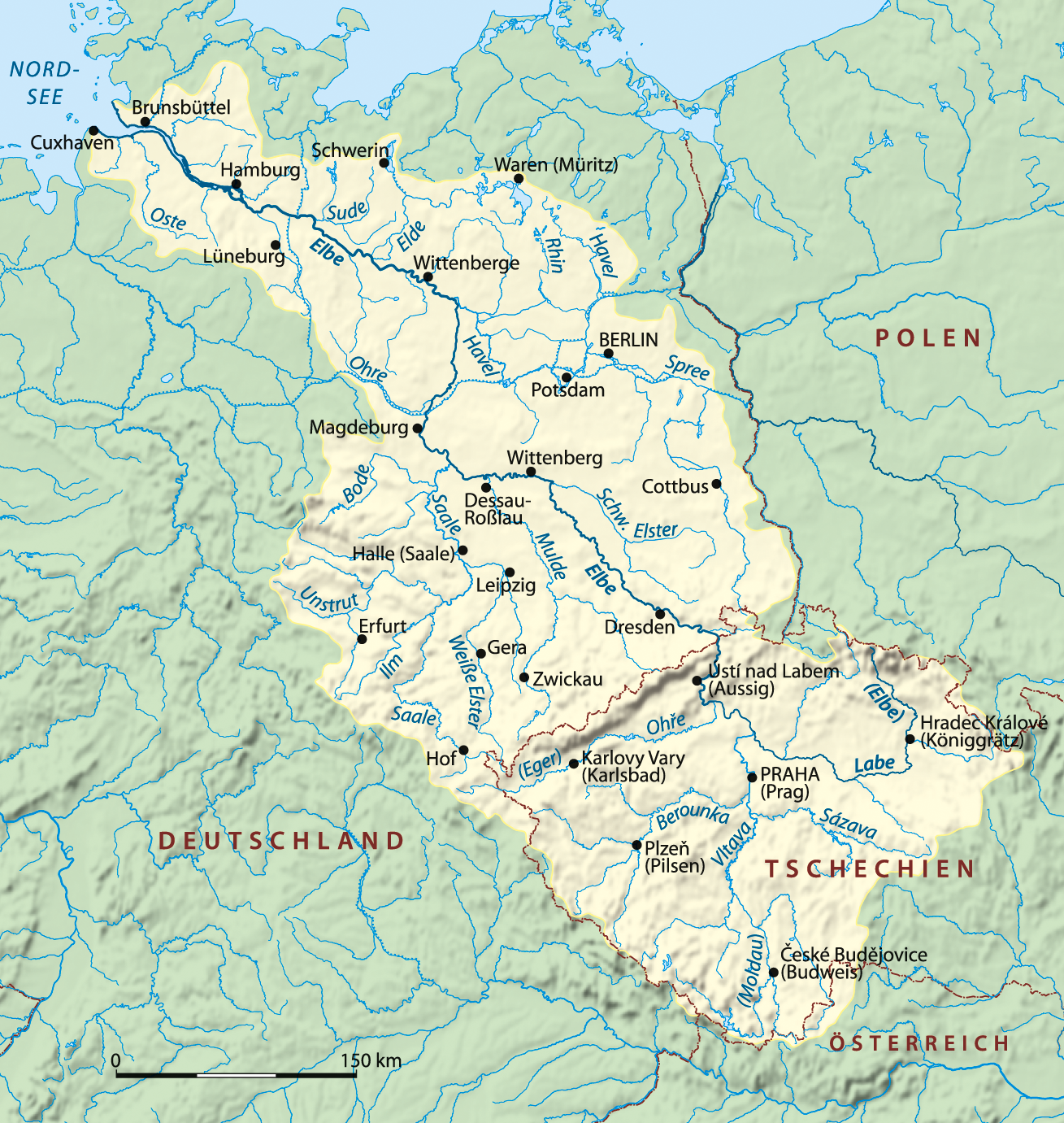
Mapa del riu Elba

El riu Unstrut és un riu d'Alemanya que transcorre per Saxònia-Anhalt; és un afluent del riu Saale, el qual al seu torn és afluent del riu Elba. Té una llargada total de 192 km i un cabal mitjà de 31 m3/segon. Neix a 400 m d'altitud i desemboca a 298 m d'altitud. Conforma la comarca de Thüringer Becken i part de la regió vinícola alemanya del Saale-Unstrut. L'Unstrut discorre des de l'oest cap a l'est.

## Etimologia
El nom del riu prové del germànic antic strödu. L'any 575, aquest riu era conegut com a Onestrudis; al segle VII rebia el nom d'Unestrude, i l'any 994 el de Vnstruod.

## Disc celeste de Nebra

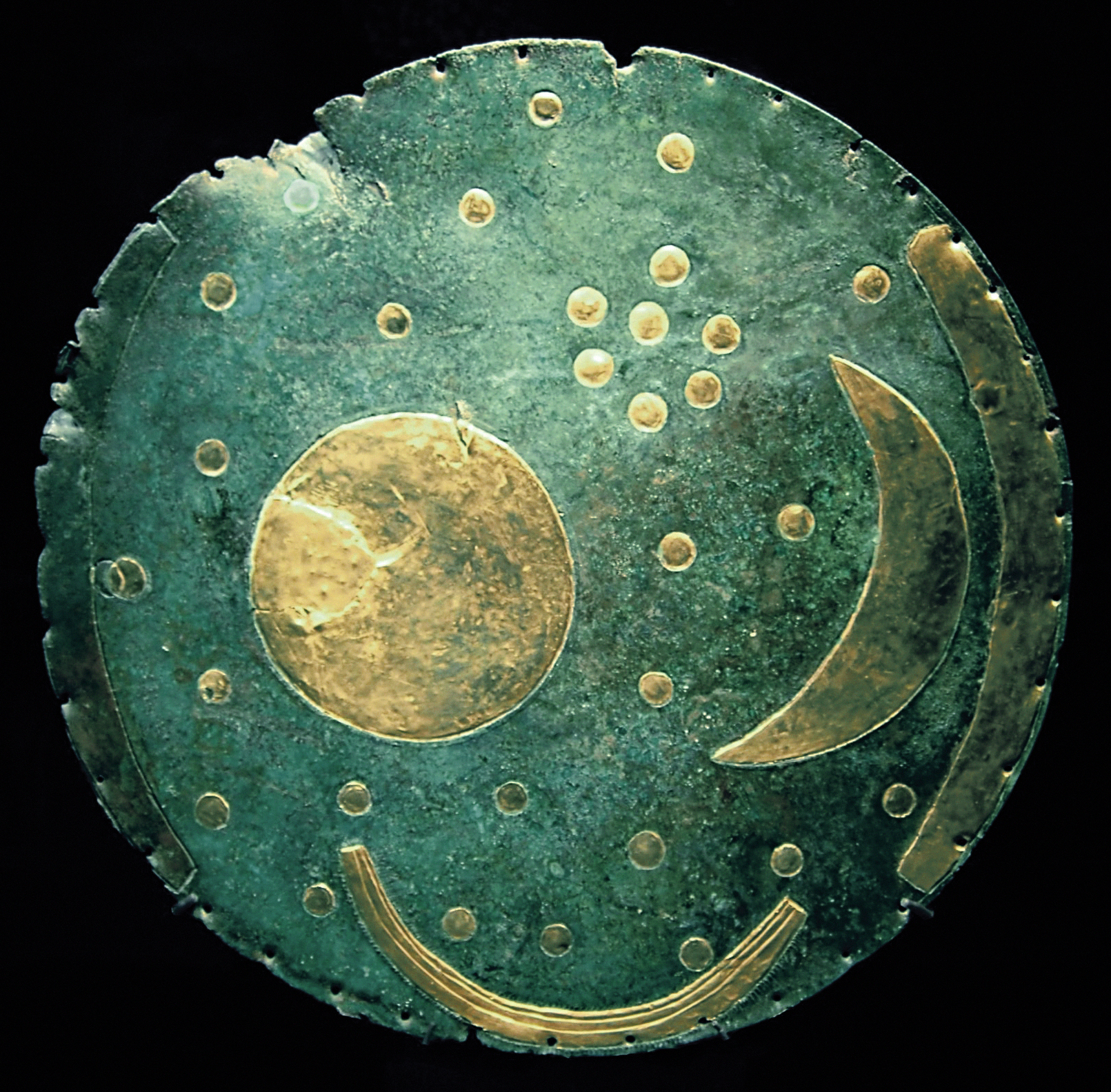
El disc de Nebra

Cap a l'any 1600 aC, a les ribes del riu Unstrut, prop de l'actual ciutat de Nebra, els artesans de la cultura Unetice crearen un disc celeste que va ser trobat l'any 1999.